# Ladislav Šaloun
Ladislav Šaloun (1er août 1870 à Prague, 18 octobre 1946 à Prague) est un sculpteur tchécoslovaque.

Il est l'auteur de la statue de Jan Hus sur la Place de la Vieille-Ville à Prague et a participé à la décoration de la Maison municipale. Sa maison dans Vinohrady, construite de 1908 à 1909, est une des constructions remarquables de ce quartier de Prague.

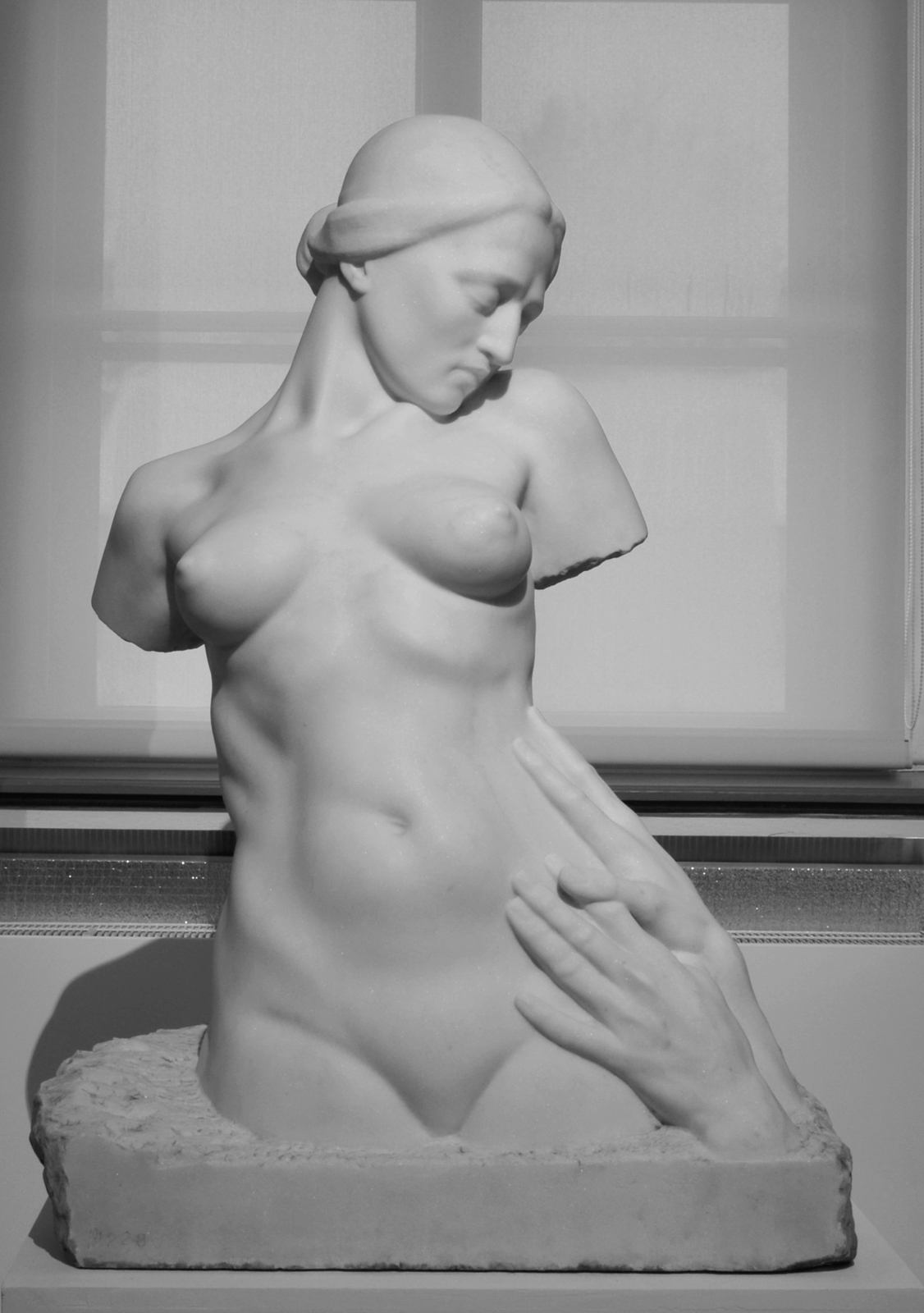
Dotek Osudu (le toucher du destin) 1924 - Tchéquie Kutna Hora, Gask
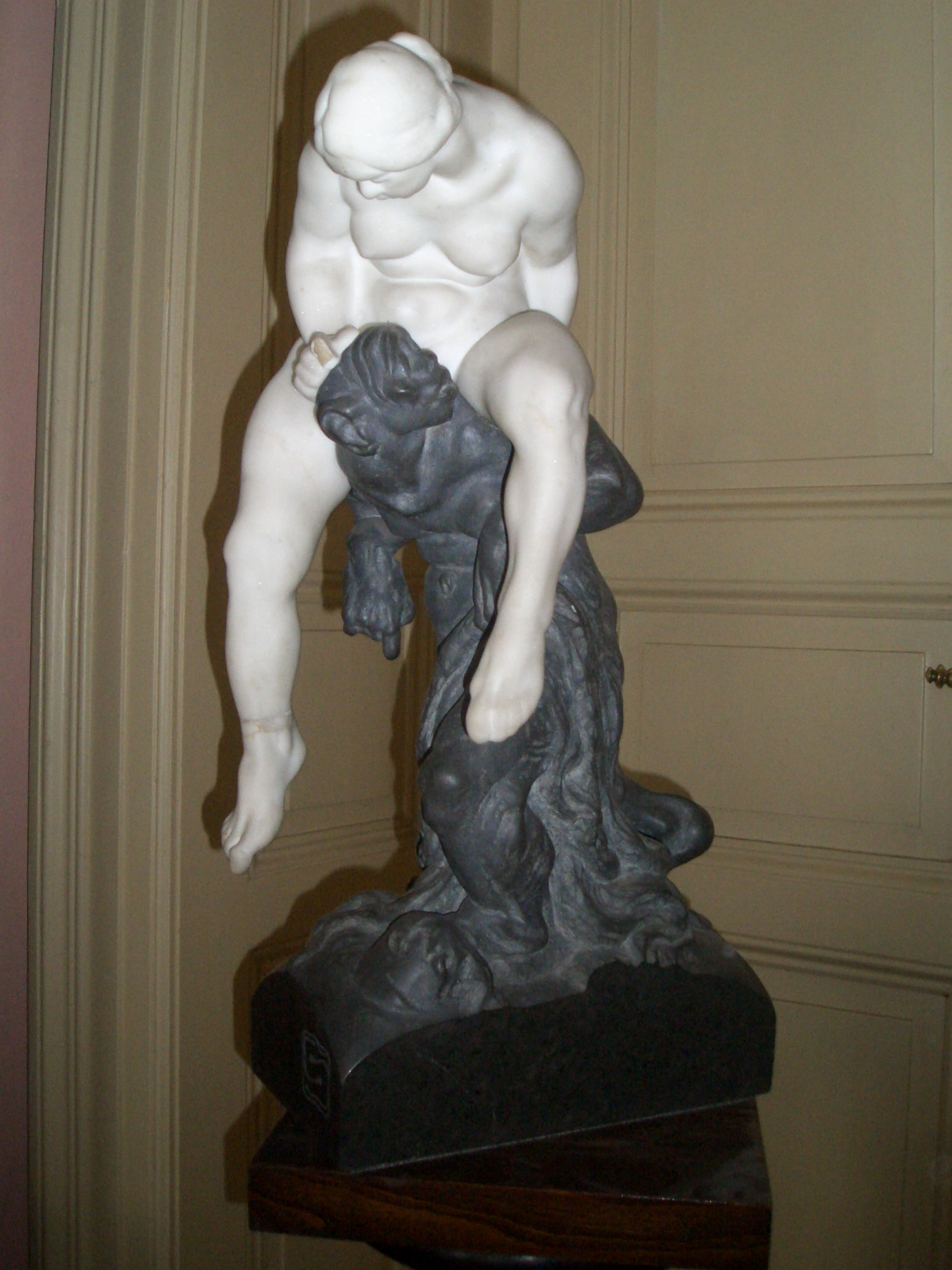
La Jeune fille et le Diable